# Погодински псалтир
Погодинският псалтир или Погодинов псалтир (на руски: Погодинская псалтирь) е среднобългарски ръкопис в Руската национална библиотека (Погод. № 8).
Наречен е така по името на предишния си притежател Михаил Погодин (1800 – 1875). Написан е на кирилица върху пергамент и съдържа Псалмите на Давид с тълкувания от Исихий Йерусалимски (по-рано приписвани на Атанасий Александрийски). Украсен е с плетенични заставки и зооморфни (зверообразни) начални букви. Датира от края на XIII или началото на XIV век.